# 6921 Janejacobs
6921 Janejacobs eller 1993 JJ är en asteroid i huvudbältet som upptäcktes den 14 maj 1993 av de båda japanska astronomerna Seiji Ueda och Hiroshi Kaneda i Kushiro. Den är uppkallad efter Jane Jacobs.
Asteroiden har en diameter på ungefär 5 kilometer.